# Emily Chebet
Emily Chebet Muge (Bomet, 18 februari 1986) is een voormalige Keniaanse langeafstandsloopster, die zich had gespecialiseerd in de 10.000 m en het veldlopen. Op dit laatste onderdeel werd zij tweemaal wereldkampioene.

## Loopbaan
Chebet won een bronzen medaille op het Afrikaans kampioenschap in 2006 en finishte als negende op de 10.000 m bij de wereldkampioenschappen van 2007 in Osaka.
Emily Chebet is getrouwd met Edward Muge, kampioen van Kenia op de 10.000 m in 2008. Beiden hebben een dochter Serah. Chebet maakte eind november 2009 haar comeback na haar babypauze. Ze intensiveerde snel haar training en kwalificeerde zich tijdens de Keniaanse trials voor het WK veldlopen in Bydgoszcz.
In 2010 beleefde zij haar eerste grootste triomf. Bij de wereldkampioenschappen veldlopen in het Poolse Bydgoszcz trok Emily Chebet onverwacht aan het langste eind na een wedstrijd die in hoog tempo werd gelopen en waarin de Keniaanse atletes, met Linet Masai aan het hoofd, de boventoon voerden. Ten slotte bleven in de laatste ronde Masai, Chebet en Meselech Melkamu over, waarna in de finale Emily Chebet Linet Masai met één seconde versloeg, op zeven seconden gevolgd door Melkamu. Later dat jaar kwam ze naar Nederland, waar zij deelnam aan de 4 Mijl van Groningen, die zij won.
Chebet kon haar wereldtitel niet verdedigen bij de WK veldlopen 2011, doordat ze bij de Keniaanse kwalificatiewedstrijden niet finishte. Ze kwalificeerde zich wel voor de volgende editie van de kampioenschappen, die van 2013, door zich bij de Keniaanse kwalificaties als vierde te eindigen. Op het mondiale toernooi wist ze wel alle landgenotes en ook alle anderen achter haar te laten en veroverde ze haar tweede wereldtitel.
Chebet nam deel aan de wereldkampioenschappen van Moskou op de 10.000 m. Ze kwam 0,04 s tekort voor een podiumplek en werd vierde in een persoonlijk record van 30.47,02.

## Schorsing
Op 27 november 2015 maakte de Keniaanse atletiekbond bekend, dat het een zevental Keniaanse atleten had geschorst wegens gebruik van verboden middelen. Onder hen bevond zich Emily Chebet. Zij was betrapt op het gebruik van furosemide, een maskeringsmiddel. Als gevolg hiervan legde de bond haar een schorsing op van vier jaar, te beginnen op 17 juli 2015.

## Titels
- Wereldkampioene veldlopen - 2010, 2013

## Persoonlijke records
Baan
| Onderdeel | Prestatie | Datum            | Plaats |
| --------- | --------- | ---------------- | ------ |
| 1500 m    | 4.18,75   | 12 juni 2005     | Gavà   |
| 3000 m    | 8.53,46   | 1 juli 2005      | Parijs |
| 5000 m    | 14.46,89  | 29 augustus 2013 | Zürich |
| 10.000 m  | 30.47,02  | 11 augustus 2013 | Moskou |

Weg
| Onderdeel      | Prestatie | Datum            | Plaats   |
| -------------- | --------- | ---------------- | -------- |
| 10 km          | 30.58     | 2 september 2012 | Tilburg  |
| 15 km          | 48.13     | 19 oktober 2014  | Valencia |
| 20 km          | 1:04.38   | 19 oktober 2014  | Valencia |
| halve marathon | 1:08.01   | 19 oktober 2014  | Valencia |

## Palmares

### 3000 m
- 2004:  Reunión Atletics Ciudad de Avilés - 9.06,73
- 2004: 5e Reunión Gobierno de Aragón in Zaragoza - 9.12,99
- 2004:  Encuentro Diputación de Cáceres - 9.20,39
- 2005:  Meeting IberoAmericano in Huelva - 9.02,86
- 2005: 5e Meeting de Madrid - 8.53,69

### 5000 m
- 2013: 4e Weltklasse in Zürich - 14.46,89

### 10.000 m
- 2006:  Keniaanse kamp. - 32.27,0
- 2006:  Afrikaanse kamp. - 31.33,29
- 2007:  Keniaanse WK Trials in Nairobi - 32.46,4
- 2007: 9e WK - 32.31,21
- 2010: 8e Keniaanse kamp. - 32.49,43
- 2011:  Zatopek Classic in Melbourne - 31.30,22
- 2013:  Keniaanse WK Trials in Nairobi - 33.43,78
- 2013: 4e WK - 30.47,02
- 2014:  Keniaanse kamp. - 32.45,91
- 2014:  Gemenebestspelen - 32.10,82
- 2014:  Afrikaanse kamp. - 32.45,28

### 5 km
- 2003:  Scalata al Castello in Arezzo - 16.22
- 2004:  Circuito Podistico in Cona - 15.45
- 2006:  Saint John’s Santa Monica - 16.16
- 2006: 4e Seagate Elite in San Jose - 16.00
- 2010:  Freihofer's Run for Women in Albany - 15.11,1
- 2011:  Freihofer's Run for Women in Albany - 15.28,7
- 2013:  Freihofer's Run for Women in Albany - 15.26
- 2015:  Freihofer's Run For Women in Albany - 15.37,3

### 10 km
- 2003:  Night Run in Parma - 33.25
- 2003:  Saint Denis - 33.12
- 2003:  Trofeo José Cano in Canillejas - 32.43
- 2004:  Carera Popular do San Marino in Oursense - 33.09
- 2004:  Carrera de Canillejas Trofeo José Cano - 32.05
- 2006:  Run Barbados in Bridgetown - 34.18
- 2007:  Crescent City Classic in New Orleans - 32.14
- 2007:  Safaricom Kebirigo - 34.29,3
- 2010:  Dick's Sporting Goods Bolder Boulder - 33.40
- 2010:  New York Mini - 31.13
- 2011: 4e Würzburger Residenzlauf - 32.30
- 2011:  Paderborner Osterlauf - 32.41
- 2011: 5e NYRR New York Mini - 32.31
- 2011:  Brabants Dagblad in Tilburg - 31.18
- 2012: 4e World's Best in San Juan - 32.02,8
- 2012:  Beach To Beacon in Cape Elizabeth - 31.52,0
- 2012:  Tilburg - 30.58
- 2013: 5e TCS World in Bangalore - 32.19
- 2013:  O2 Prague Grand Prix in Praag - 32.01
- 2014:  Rabobank Tilburg - 31.05
- 2014:  Safaricom Kebirigo - 34.23
- 2014:  ASICS Grand 10 in Berlijn - 31.02
- 2015: 5e TCS World in Bangalore - 32.25

### 15 km
- 2005:  Corrida Festas da Cidade do Porto - 50.03
- 2010:  Istanbul Eurasia in Istanboel - 48.44
- 2014:  Scholten Awater Zevenheuvelenloop in Nijmegen - 47.31,3

### halve marathon
- 2011:  halve marathon van Bogota - 1:15.41
- 2013:  halve marathon van Valencia - 1:08.20
- 2014:  halve marathon van Praag - 1:08.28
- 2014:  halve marathon van Valencia - 1:08.01
- 2015:  halve marathon van Honolulu - 1:11.15

### marathon
- 2024: 4e Marathon Rotterdam - 2:24.49

### veldlopen
- 2006: 5e WK voor junioren - 20.39
- 2007: DNF WK
- 2010:  WK in Bydgoszcz - 24.19
- 2012:  Afrikaanse kamp. in Kaapstad - 27.06
- 2013:  WK in Bydgoszcz - 24.24
- 2015: 6e WK in Guiyang - 26.18
- 2023: 9e WK in Bathurst - 34.49